# Literatură română medievală
În literatura română, epoca medievală s-a manifestat diferit de literatura europeană medievală, necultivându-se unele dintre cele mai caracteristice genuri ale literaturii medievale. Au avut însă o mare răspândire romanele cavalerești, viețile de sfinți și apocrifele religioase. În Evul Mediu propriu-zis majoritatea cărților se scriau în slavonă.
Așa-zisa “literatură religioasă” (în principal creștin-ortodoxă răsăriteană), a fost profund condiționată de caracteristicile particulare ale contextului socio-politic în care s-a dezvoltat și este, de fapt, o serie de traduceri de cărți bisericești, culminând cu Biblia lui Șerban Cantacuzino din 1688.
Ultimele urme ale Evului Mediu în literatura română se găsesc în a doua jumătate a secolului al XVI-lea și în secolele al XVII-lea și al XVIII-lea și anume traduceri de apocrife religioase de la greci, vieți de sfinți, apocalipse și scrieri escatologice.

## Context istoric
Latina a fost introdusă în zona ocupată acum de Banat, Oltenia și Transilvania, de către coloniști de origine italică, după cucerirea romană a Daciei în anul 106 d.Hr. C., devenind limba de administrație și comerț în noua provincie romană. În cei 165 de ani în care a durat ocupația romană, latina vulgară a fost posibil influențată de limba dacă, vorbită de băștinașii învinși, și astfel ar fi putut forma protoromâna, ipoteză discutată de unii autori.
După retragerea dispusă de împăratul Aurelian, în anul 271, din cauza presiunii poporului getic și a dacilor liberi, a avut loc o anumită izolare geografică a daco-romanilor care a făcut posibil ca limba română să devină prima limbă separată din tulpina latină. Cuvântul folosit în limba română pentru a desemna limba română, român, provine și de la termenul romanus . Între secolele al VIII-lea și al XII-lea, latina vulgară vorbită în Balcani a fost împărțită în 4 limbi - daco-română (româna modernă), limba aromână, limba meglenoromână și limba istroromână.– limbi cu o structură gramaticală similară, dar un vocabular diferit datorită influențelor diferite, cum ar fi slava sau greaca.

## Texte timpurii și literatură religioasă
Conform Cronografiei lui Teofan Mărturisitorul , în timpul unei campanii bizantine împotriva avarilor în munții bulgărești, în anul 587, un soldat a strigat tovarășilor săi fraza „Torna, torna, fratre!”. – adică Întoarce-te, întoarce-te, frate! -, frază pe care istorici precum Gheorghe I. Brătianu au identificat-o drept prima înregistrare scrisă a românei vorbite în Balcani în secolul al VI-lea. În afară de câteva fragmente nelegate, primul document păstrat în limba română este o scrisoare scrisă în 1521 de Neacșu de Câmpulung și adresată unui judecător din orașul Brașov, Hanăș Begner (Hans Benkner), în care îl alerta asupra mișcărilor militare turcești din Țara Românească.
Din acel moment, limba română scrisă a devenit mai răspândită, deși primele tipărituri și manuscrise iluminate au fost scrise în limba slavonă bisericească, precum Evanghelia Mănăstirii Neamț, din 1429, sau Liturghierul Monahului Macarie, din 1508. Cu toate acestea, predicatorii Reformei din Transilvania au scris câteva texte în limba română pentru a-i apropia de credincioșii autohtoni, precum Codicele Voronețean sau Psaltirea Scheiană . În acest fel, progresiv, s-a creat o literatură religioasă care, în principiu, era o traducere românească a psaltirilor, Evangheliilor, Bibliilor, cărților de rugăciuni etc.
Punctul culminant al literaturii bisericești române a fost atins odată cu publicarea Bibliei de la București, de către domnitorul Țării Românești Șerban Cantacuzino , din 1688, destinată întregului teritoriu național al românilor.

## Diferențele istorico-literare cu Occidentul medieval
În Principatele Române, o literatură cavalerească asemănătoare celei occidentale nu s-a dezvoltat din cauza unui context istoric excepțional. Principatele Române au fost timp de secole „teritoriu de frontieră”, unde domnii locali s-au ciocnit cu forțele al căror obiectiv principal era prada. De remarcat, de exemplu, că ultima invazie tătară a avut loc între 1717 și 1758, în perioada iluminismului în Occident. Din acest motiv, în societatea românească nu a prins rădăcini o cultură curtenească care cultiva dragostea curtenească sau să reflecte idealuri cavalerești.
Pe de altă parte, între secolele al XIV-lea și al XVI-lea, într-o perioadă de grave conflicte de război, când un anumit spirit cavaleresc a pătruns în sfârșit în societatea românească, acesta nu a fost revendicat de elita culturală, care a preferat să rămână la descrierea istorică a faptelor, iar valorile sale nu au fost niciodată văzute ca o viață alternativă, spre deosebire de ceea ce s-a întâmplat în Occident. În consecință, literatura română medievală nu a cultivat niciodată poemele eroice,  poezia trubadurilor, genul alegorico-didactic (“fabliau”) sau dramaturgia medievală a miracolelor, farselor sau misterelor.

## Link-uri externe
- Compendiu de istorie a literaturii române.